# Eddie Cochran

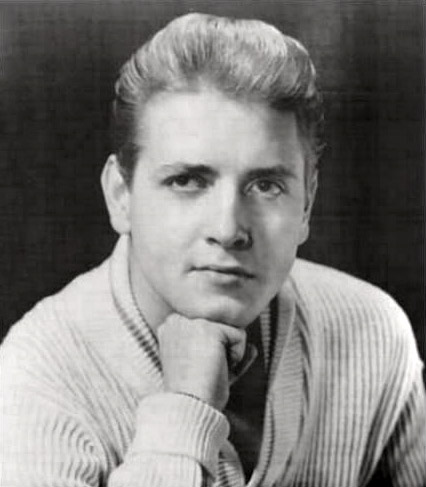
Eddie Cochran (1957)

Ray Edward „Eddie“ Cochrane (* 3. Oktober 1938 in Albert Lea, Minnesota; † 17. April 1960 in Bath, Großbritannien) war ein US-amerikanischer Rock-’n’-Roll- und Rockabilly-Musiker. Innerhalb seiner kurzen Karriere hatte er mit Songs wie Summertime Blues und C’mon Everybody Erfolge.

## Leben

### Anfänge
Der Sänger und Gitarrist, der seit seinem zwölften Lebensjahr Gitarre spielte, begann seine Karriere 1954 als Teil der Cochran Brothers, war mit seinem Partner Hank Cochran aber nicht verwandt; vielmehr ließ er, um der zu dieser Zeit herrschenden Vorliebe für Hillbilly-Duos zu entsprechen, das „e“ im Nachnamen fallen. Ein Plattenvertrag mit der American Music Corporation führte 1955 zu ersten Singleveröffentlichungen und Fernsehauftritten. Das Duo trennte sich 1956 und Cochran arbeitete fortan mit dem Komponisten Jerry Capehart zusammen.

### Karriere

Eddie Cochran – Summertime Blues

Erste Demoaufnahmen entstanden im April 1956 in den Gold Star Studios von Hollywood, in denen später alle großen Hits von Cochran produziert wurden. Nach Auftritten in den Filmen The Girl Can’t Help It (in dem er seinen berühmten Twenty Flight Rock präsentiert und der im Dezember 1956 in die US-Kinos kam) und Reife Blüten hatte Eddie Cochran 1957 seinen ersten Chart-Erfolg mit dem Stück Sittin’ in the Balcony aus der Feder von John D. Loudermilk. Es folgte eine Australien-Tournee mit Gene Vincent, Little Richard und Alis Lesley.
Seinen größten Hit hatte der Musiker 1958 mit Summertime Blues. Dieser Song über die Nöte eines US-Teenagers, der in den Sommerferien jobbt und sich nach einem Urlaub sehnt, ist noch heute populär. 1959 nahm Cochran nach dem Tod von Buddy Holly, Ritchie Valens und The Big Bopper (The Day the Music Died) den Tributesong Three Stars auf, der allerdings erst 1960 nach seinem eigenen Tod veröffentlicht wurde.

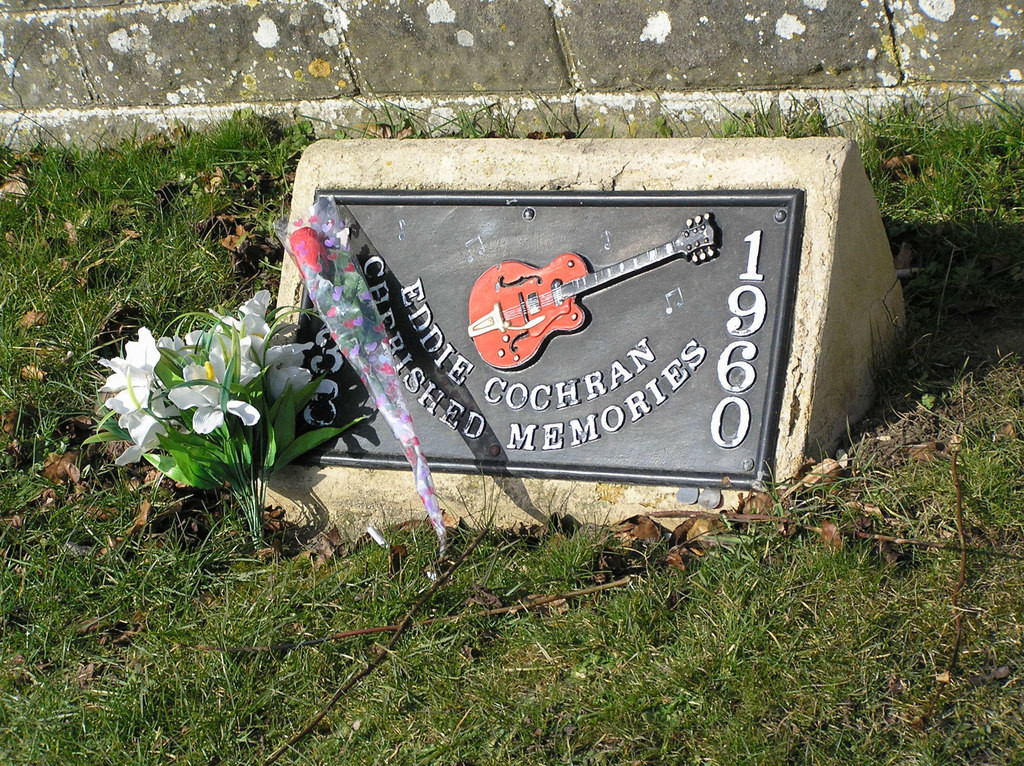
Gedenkstein am Ort des tödlichen Unfalls in Chippenham

Von Januar bis April 1960 begleitete Eddie Cochran Gene Vincent auf einer von Promotor und Impressario Larry Parnes organisierten England-Tournee, die von Radiokonzerten und Interviews über die BBC begleitet wurde. Die US-Stars wurden durch Billy Fury, Joe Brown, Adam Faith, Marty Wilde, Tony Sheridan, Vince Eager, Georgie Fame und andere lokale Interpreten unterstützt.
Im Publikum des Liverpooler Stadiums saßen u. a.: Cynthia und John Lennon sowie Stuart Sutcliffe. George Harrison berichtete von seinen Erinnerungen an einen Auftritt: „He was standing at the microphone and as he started to talk he put his two hands through his hair, pushing it back. And a girl, one lone voice, screamed out, ‘Oh, Eddie!’ and he coolly murmured into the mike, ‘Hi honey.’ I thought, ‘Yes! That’s it—rock and roll!“. Der Einfluss dieser Tournee auf die britische Jugend war gewaltig und machte sie zu einem Wegbereiter einer riesigen Musikbewegung, die letztlich in der sogenannten British Invasion mündete.

## Tod
Eddie Cochran verunglückte am 16. April 1960, dem letzten Tag der Tournee. Während einer Taxifahrt von Bristol nach London zwischen Bath und Chippenham platzte an dem Fahrzeug ein Reifen, und der Wagen prallte gegen einen Laternenpfosten. Cochran starb 16 Stunden nach dem Unfall an seinen Kopfverletzungen im St. Martins Hospital in Bath. Gene Vincent, der mit im Auto gesessen hatte, erlitt einen Schlüsselbeinbruch, mehrere Rippenbrüche und eine Verletzung am Bein.
Der Manager Pat Thomkins und der 19-jährige Taxifahrer blieben unverletzt. Cochrans Freundin Sharon Sheeley erlitt einen Beckenbruch. Der Polizeischüler und spätere Musiker Dave Dee nahm seinerzeit den Unfall auf. Am 25. April wurde der Musiker in Glendale in Kalifornien beigesetzt. Der kurz zuvor aufgenommene Song Three Steps to Heaven wurde zu einem posthumen Nummer-1-Hit in Großbritannien.

## Rezeption
1979 sang Sid Vicious 1979 im Film The Great Rock ’n’ Roll Swindle Something Else und C’mon Everybody. Noch in der Gegenwart werden weltweit in den Archiven von Aufnahmestudios oder Radio- und Fernsehstationen seit den frühen 1970er Jahren unveröffentlichte Aufnahmen aufgespürt und auf dem britischen Fan-Label Rockstar Records publiziert.
1981 veröffentlichten Wolfgang Niedecken und BAP auf ihrem Album Für usszeschnigge! eine kölsche Version von Summertime Blues mit dem Titel Wo mer endlich Sommer hann.
1987 wurde Eddie Cochran in die Rock and Roll Hall of Fame aufgenommen.

## Diskografie

### US-Alben
- Singin’ to My Baby (Liberty LRP 3061), November 1957

### Chartplatzierungen
Alle Alben platzierten sich erst posthum in den britischen Charts. Bis auf Singin’ to My Baby sind alle Alben Best-of-Alben oder Kompilationen.

| Jahr | Titel Musiklabel Katalog-Nr.                                                  | Höchstplatzierung, Gesamtwochen, AuszeichnungChartsChartplatzierungen (Jahr, Titel, Musiklabel Katalog-Nr., Platzierungen, Wochen, Auszeichnungen, Anmerkungen) | Anmerkungen |
| Jahr | Titel Musiklabel Katalog-Nr.                                                  | UK | Anmerkungen |
| ---- | ----------------------------------------------------------------------------- | --- | --- |
| 1960 | Singin’ to My Baby London HAU 2093 (1960) / Liberty LBY 1158 (1963)           | UK19 (2 Wo.)UK | das einzige, noch zu Cochrans Lebenszeit entstandene Studioalbum, Platzierung inkl. Wiederveröffentlichung 1963 (Platz 20, 1 Wo.) |
| 1960 | Eddie Cochran Memorial Album London HAG 2267 (1960) / Liberty LBY 1127 (1963) | UK9 (30 Wo.)UK | Platzierung inkl. Wiederveröffentlichung 1963 (Platz 11, 18 Wo.)                                                                  |
| 1963 | Cherished Memories Liberty LBY 1109                                           | UK15 (3 Wo.)UK | |
| 1970 | Tenth Anniversary Album: The Very Best of Eddie Cochran Liberty LBY 83337     | UK34 (3 Wo.)UK | |
| 1979 | The Eddie Cochran Singles Album United Artists UAK 30244                      | UK39 Silber · (6 Wo.)UK | |
| 1988 | C’mon Everybody Liberty ECR 1                                                 | UK53 (3 Wo.)UK | |
| 2008 | The Very Best Of EMI 2122782                                                  | UK31 (3 Wo.)UK | |

### US-Singles
The Cochran Brothers
- Mr. Fiddle / Two Blue Singin’ Stars (EKKO 1003), Juni 1955
- Your Tomorrows Never Come / Guilty Conscience (EKKO 1004), Juli 1955
- Walkin’ Stick Boogie / Rollin (Cash 1021), Januar 1956
- Tired and Sleepy / Fool's Paradise (EKKO 3001), Juni 1956

Eddie Cochran
- Skinny Jim / Half Loved (Crest 1026), Juli 1956
- Dark Lonely Street / Sittin’ in the Balcony (Liberty 55056), März 1957 / Januar 1957
- One Kiss / Mean When I’m Mad, (Liberty 55070), März 1957
- Drive-In Show / Am I Blue, (Liberty 55087), Mai 1957
- Twenty Flight Rock / Cradle Baby (Liberty 55112), November 1957
- Jeannie, Jeannie, Jeannie / Pocketful of Hearts, (Liberty 55123), 12. Januar 1958
- Teresa / Pretty Girl (Liberty 55138), Mai 1958
- Love Again / Summertime Blues (Liberty 55144), 28. März 1958 (Juni 1958)
- C’mon Everybody / Don’t Ever Let Me Go (Liberty 55166), 10. Oktober 1958 / 7. Juli 1958
- Teenage Heaven / I Remember (Liberty 55177), 17. Januar 1959
- Somethin’ Else / Boll Weevil Song (Liberty 55203), 23. Juni 1959
- Hallelujah! I Love Her So / Little Angel (Liberty 55217), 31. August 1959 / 23. Oktober 1959
- Cut Across Shorty / Three Steps to Heaven (Liberty 55242), März 1960
- Lonely / Sweetie Pie (Liberty 55278), August 1960

Chartplatzierungen

| Jahr | Titel Album                 | Höchstplatzierung, Gesamtwochen/‑monate, AuszeichnungChartplatzierungen (Jahr, Titel, Album, Platzierungen, Wochen/Monate, Auszeichnungen, Anmerkungen) | Höchstplatzierung, Gesamtwochen/‑monate, AuszeichnungChartplatzierungen (Jahr, Titel, Album, Platzierungen, Wochen/Monate, Auszeichnungen, Anmerkungen) | Höchstplatzierung, Gesamtwochen/‑monate, AuszeichnungChartplatzierungen (Jahr, Titel, Album, Platzierungen, Wochen/Monate, Auszeichnungen, Anmerkungen) | Höchstplatzierung, Gesamtwochen/‑monate, AuszeichnungChartplatzierungen (Jahr, Titel, Album, Platzierungen, Wochen/Monate, Auszeichnungen, Anmerkungen) | Anmerkungen |
| Jahr | Titel Album                 | DE | AT | UK | US | Anmerkungen |
| ---- | --------------------------- | --- | --- | --- | --- | --- |
| 1957 | Sittin’ in the Balcony –    | — | — | — | US18 (13 Wo.)US | Autor: Johnny Dee |
| 1957 | Drive In Show –             | — | — | — | US82 (6 Wo.)US | Autor: Fred Dexter |
| 1958 | Jeannie, Jeannie, Jeannie – | — | — | UK31 (4 Wo.)UK | US94 (1 Wo.)US | Autor: Ricky Page |
| 1958 | Summertime Blues a –        | DE25 (2 Wo.)DE | AT18 (1 Mt.)AT | UK18 (14 Wo.)UK | US8 (16 Wo.)US | Autoren: Eddie Cochran, Jerry Capeheart Song That Shaped Rock and Roll / Grammy Hall of Fame (1999) / Platz 74 der Rolling-Stone-500 |
| 1958 | C’mon Everybody –           | — | — | UK6 (20 b Wo.)UK | US35 (12 Wo.)US | Autoren: Eddie Cochran, Jerry Capeheart Song That Shaped Rock and Roll / Platz 411 der Rolling-Stone-500                             |
| 1959 | Teenage Heaven –            | — | — | — | US99 (1 Wo.)US | Autoren: Eddie Cochran, Jerry Capeheart aus dem Film Go, Johnny, Go!                                                                 |
| 1959 | Somethin’ Else –            | — | — | UK22 (4 Wo.)UK | US58 (9 Wo.)US | Autoren: Eddie Cochran, Sharon Sheeley in UK inklusive einer Chartwoche 1988 (Platz 100)                                             |
| 1960 | Hallelujah I Love Her So –  | — | — | UK22 (4 Wo.)UK | — | Original/Autor: Ray Charles |
| 1960 | Three Steps to Heaven –     | — | — | UK1 (15 Wo.)UK | — | Autor: Eddie Cochran trat knapp einen Monat nach Cochrans Tod in die Charts ein                                                      |
| 1960 | Sweetie Pie –               | — | — | UK38 (3 Wo.)UK | — | Autoren: Eddie Cochran, Jerry Capeheart                                                                                              |
| 1960 | Lonely –                    | — | — | UK41 (1 Wo.)UK | — | Autorin: Sharon Sheeley |
| 1961 | Weekend –                   | — | — | UK15 (16 Wo.)UK | — | Autoren: Bill Post, Doree Post |
| 1963 | My Way –                    | — | — | UK23 (10 Wo.)UK | — | Autoren: Eddie Cochran, Jerry Capeheart                                                                                              |

grau schraffiert: keine Chartdaten aus diesem Jahr verfügbar

## Sessionmusiker
Cochran war bei zahlreichen Künstlern seiner Zeit als Sessionmusiker gefragt. Er spielte als Hauptinstrument eine modifizierte Gretsch G 6120 mit einem Gibson P-90 „Dog Ear“ Single-Coil Pickup und verzichtete auf die gewickelte G-Saite an der Gitarre. Diese ersetzte er durch eine blanke zweite H-Saite, die das Dehnen erleichterte. Mit diesen Veränderungen erzeugte er sein eigenes wärmeres und jazziges Klangbild.
Unter anderem spielte Cochran für:
Jewel Akens, John Ashley, Johnny & Dorsey Burnette, Al Casey, Mike Clifford, Eddie Daniels, Lee Denson, Al Dexter, Mamie Van Doren, Baker Knight, Skeets McDonald, Wynn Stewart und Jess Willard.
Mit der Einführung des Stereostandards 1958 in der US-Musikindustrie konnte sich Cochran als Pionier des Multitracking entwickeln, das Vorhandensein mehrerer Spuren erlaubte zudem das Overdubbing. Bereits Mitte Januar 1958 wurde Pretty Girl in 2-Track- und 3-Track-Stereo aufgenommen und Eddie Cochran ist ab Mai 1958 auf einigen Aufnahmen an mehreren Instrumenten zu hören (z. B. Summertime Blues: akustische- und Sologitarre; C’mon Everybody: akustische-, Sologitarre und Schlagzeug).

## Filme
- 1956: The Girl Can’t Help It
- 1957: Reife Blüten (Untamed Youth)
- 1958: Hod Rod Gang
- 1959: Go, Johnny, Go!